# William Tudor Gardiner
William Tudor Gardiner, född 12 juni 1892 i Newton, Massachusetts, död 3 augusti 1953 i Lehigh County, Pennsylvania, var en amerikansk republikansk politiker. Han var Maines guvernör 1929–1933.
Gardiner tjänstgjorde i artilleriet i första världskriget och inledde sedan sin karriär som advokat i Maine. Sin juristexamen avlade han vid Harvard Law School.
Gardiner efterträdde 1929 Owen Brewster som guvernör och efterträddes 1933 av Louis J. Brann. År 1953 omkom anglikanen Gardiner i en flygolycka i Pennsylvania och gravsattes på Christ Church Cemetery i Gardiner i Maine.
Gardiners son Tudor var gift med konståkaren Tenley Albright.